# Emil Dawid

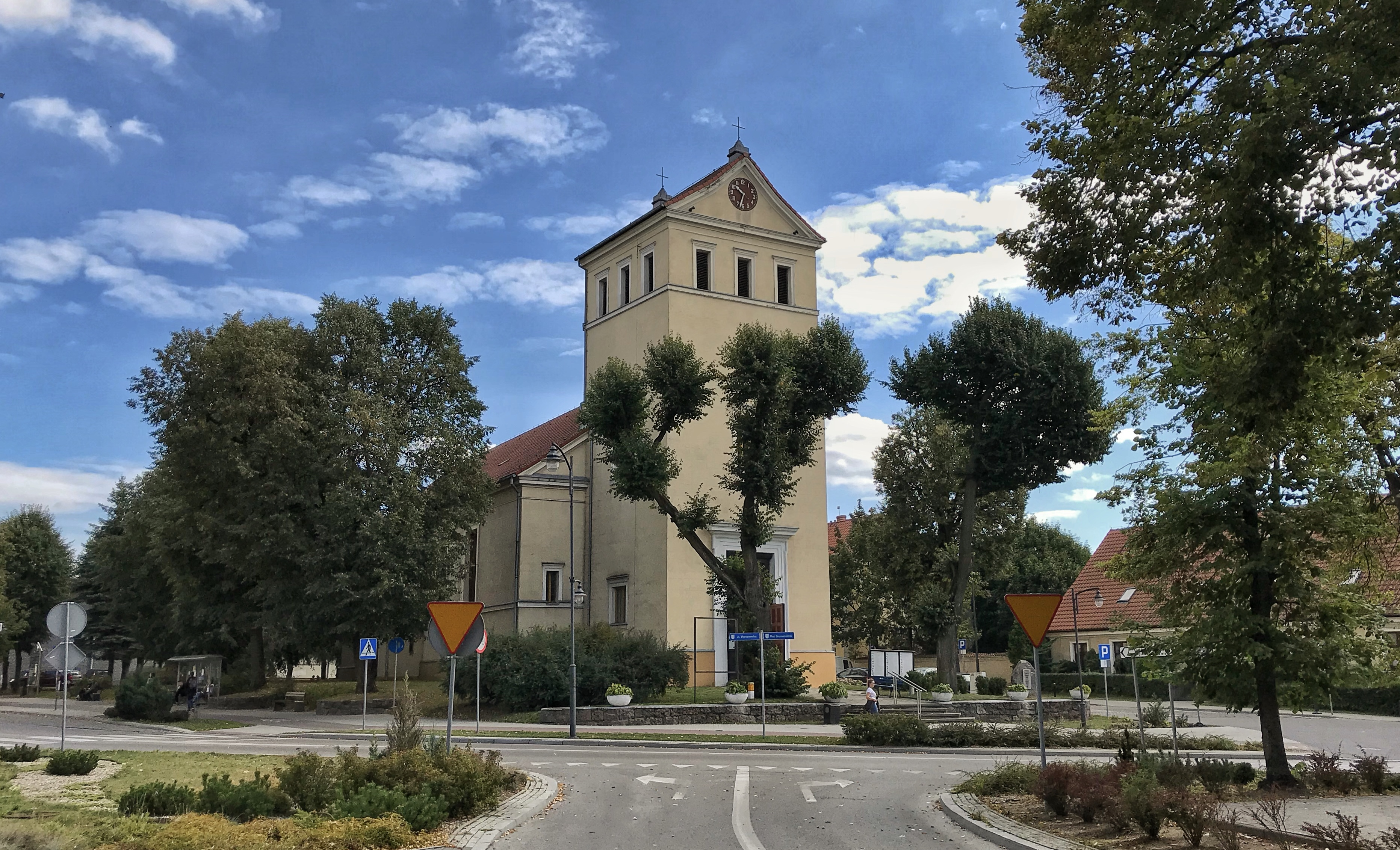
Kościół parafii ewangelicko – augsburskiej w Giżycku, przy placu Grunwaldzkim

Emil Dawid (ur. 7 kwietnia 1907 w Utracie pod Łaskiem, zm. 6 września 1963 we Włocławku) – polski duchowny luterański, pierwszy powojenny organizator parafii ewangelicko–augsburskiej w Giżycku.

## Życiorys
Był synem Wojciecha Dawida i Anny z Gwiazdowskich. Uczył się w gimnazjum w Łasku, później w Piotrkowie Trybunalskim. W 1930 roku zdał w Piotrkowie maturę. W 1935 roku po studiach na Wydziale Teologii Ewangelickiej Uniwersytetu Warszawskiego uzyskał stopień kandydata teologii. Po czym został ordynowany przez ks. bp. Juliusza Burschego na wikariusza parafii w Częstochowie, gdzie sprawował posługę do wybuchu II wojny światowej. Zmuszony przez Niemców do opuszczenia stanowiska, od 1940 roku do końca wojny pracował jako robotnik. Wraz z końcem wojny objął parafie we Włocławku, do której należało również Lipno i Gostynin. Jednak powojenne wrogie nastroje lokalnej ludności polskiej, kojarzącej luteran jedynie jako Niemców, zmusiły go do opuszczenia Włocławka. W 1946 roku został przeniesiony na Mazury. Organizował ewangelickie życie religijne w dzisiejszym Giżycku, tuż po wojnie przemianowanym na rok na Łuczany. Tu odniósł sukces, jakim było odzyskanie dla luteran kościoła w centrum, przejętego przez kler katolicki tuż po wyparciu Wehrmachtu. Decyzji administracyjnej o zwróceniu kościoła sprzyjała przedwojenna sytuacja religijna w regionie. Tutejszą, inną ważną dla miasteczka świątynię – kościół rzymskokatolicki pw. św. Brunona z Kwerfurtu Niemcy wybudowali w 1938 roku i od samego początku upamiętniała ona żołnierzy niemieckich poległych podczas I wojny światowej. Szczyt frontonu tej świątyni był ozdobiony sgraffitem autorstwa Theo Landmanna przedstawiającym trzy postaci: – św. Brunona; – krzyżackiego rycerza; – i niemieckiego żołnierza trzymającego w ręku broń palną. Toteż po zajęciu Giżycka przez Armię Czerwoną i przekazaniu administracji w polskie ręce, przekonania antyniemieckie nie były tak silnie wiązane z wyznaniem protestanckim jak we Włocławku. W Giżycku Emil Dawid obsługiwał aż 22 parafie, przez co szybko podupadł na zdrowiu. W 1951 wraca do Włocławka. W 1962 roku złamał nogę, a niedługo potem zdiagnozowano u niego nowotwór wątroby. Pastor zmarł 6 września 1963 roku. Trzy dni później odbył się we Włocławku jego pogrzeb. Na uroczystości obecni byli dwaj księża katoliccy oraz dwudziestu duchownych ewangelickich. Parafia ewangelicka w Giżycku działa do dziś. W 2018 roku odzyskany przez Emila Dawida w latach 40. XX wieku kościół przeszedł gruntowny remont.